# Želénkyi fejedelmi halomsír
A želénkyi fejedelmi halomsír (a szakirodalomban gyakran a želénkyi hercegnő sírja) Északnyugat-Csehország területén, Zabrušany község (Teplicei járás, Ústí nad Labem-i kerület) Želénky nevű településrészén felfedezett szláv sírhalom. A leletegyüttest Karel Frost tárta fel 1850-ben.

## Leírása
A halom átmérője kb. 40 m, magassága 3 m lehetett és árok vette körül. A belsejében fakamrát találtak (2,5x1,9 m), mely a környező terephez képest 1 m mélyen volt a földbe mélyítve. Alatta a föld valójában 6 sírt rejtett magában a Nagymorva Birodalom korából, azonban ebből 3 üres volt. A halom egy nagyobb temető része lehetett.
A Ny–K tájolású sír minden bizonnyal egy női csontvázat rejtett. A másik kettő, melyben csontok is voltak D–É tájolásúak voltak, azonban mellékletet nem találtak bennük.
A leletegyüttes fontossága a gazdag női sírnak köszönhető, melynek mellékletei elsősorban ékszerek: ezüst kereszt, 3 arany fülbevaló, 2 filigrándíszítésű aranygomb, aranyozott ezüst lapocska szarvas motívummal (vadász jelenet, mely övveret vagy kaptorga része lehetett), aranylánc filigrános medalionnal (antik kámeával a 4. századból, mely Nagy Konstantin egyik fiát ábrázolja), vaskés elefántcsont markolattal, ezüstlánc és vödör voltak. Később a közelben szórványként egy arany fonott fülbevalót is találtak.

## Eredete és későbbi története
A leleteket a 9. század második felére keltezik és a morva területek termékeként tartják számon. Ezért leggyakrabban morva származású hercegnő sírjaként értelmezik a leletet. Feltételezhető azonban a nyugati karoling eredet is.
A lelet a közeli szláv zabrušanyi háromtagolású erőddel függhet össze, mely valószínűleg a 9. század első felében épülhetett és a 11. században szűnt meg. A vár a lemúzok központja volt, akiket később běliňanoknak is neveztek. A kerámia helyi változatát zabrušanyi típusnak nevezik. A frank évkönyvek alapján ezt a helyet Wistrach váraként azonosítják (civitas Wiztrachi ducis).
A kereszt, a vödör és a csontmarkolat mára már eltűnt, úgy ahogy maga a lelőhely is áldozatául esett a szénbányászatnak. A megmaradt leleteket a második  világháborúig a křemýži várban őrizték, ma a prágai Nemzeti Múzeumban látható.

## Külső hivatkozások
- Želénkyi halom
- Zabrušany település és részeinek története